# RS-835
Pour les articles homonymes, voir Route 835.
La RS 835 est une route locale du Centre-Est de l’État du Rio Grande do Sul qui relie la BR-386 à la municipalité de Paverama. Elle dessert les communes de Paverama et Tabaí, et est longue de 11,820 km.